# Nekrolog 1864
Nekrolog
◄◄
| ◄
| 1860
| 1861
| 1862
| 1863
| 1864 | 1865 | 1866 | 1867 | 1868 | ► | ►►
Weitere Ereignisse | Allgemeiner Nekrolog 1864
Die Beschreibung der verstorbenen Person sollte so kurz wie möglich gehalten sein und nur deren signifikante Tätigkeit(en) enthalten.
Neue Namen ggf. auch unter dem Geburts- und Sterbedatum, also etwa unter 1. Januar und im Geburts- und Sterbejahr (2024) eintragen (nur bei entsprechender großer Wichtigkeit). Für Beispiele siehe die schon vorhandenen Artikel.
Außerdem über die fünf zuletzt Verstorbenen, zu denen es einen ausreichend guten Artikel für eine Präsentation auf der Hauptseite gibt, nach der todesbedingten Überarbeitung der Artikel ggf. auch unter Wikipedia Diskussion:Hauptseite informieren und sie am besten auch in den anderen Wikipedia-Sprachversionen eintragen. Tipp: Regelmäßig bei news.google.de nach „ist tot“, „gestorben“ oder „verstorben“ suchen.
Wenn eine Person gestorben ist, gibt es viele Seiten zu dieser Person in der Wikipedia, die davon auch betroffen sind und entsprechend aktualisiert werden müssen. Beispiele: Namenübersichtsseite, Geburtsjahr, Geburtsort-Seiten und viele mehr.
Wie finde ich die betroffenen Seiten?
Im Suchfeld auf der linken Seite gibt man den Suchbegriff so ein: „Vorname Nachname“. Dann klickt man auf Volltext und alle Seiten mit entsprechendem Suchtext werden aufgerufen. Hier sieht man dann schnell, wo auch das Todesjahr Sinn macht oder sogar ein Teil des Artikels angepasst werden muss. Auch hilft das „Werkzeug“ auf der linken Seite sehr gut, um solche Seiten aufzufinden: „Links auf diese Seite“. Somit ist die Wikipedia wieder aktuell in allen Bereichen! Hinweis: bei Eintragung der Kategorie „Gestorben JAHR“ wird der Missbrauchsfilter 49 ausgelöst, was jedoch nicht schlimm ist. Siehe: Spezial:Missbrauchsfilter/49
Dies ist eine Liste von im Jahr 1864 verstorbenen bekannten Persönlichkeiten. Die Einträge erfolgen innerhalb der einzelnen Daten alphabetisch sortiert. Tiere sind im Nekrolog für Tiere zu finden.

## Januar
| Tag        | Name                                  | Beruf, bekannt als | Alter | Beleg |
| ---------- | ------------------------------------- | --- | ----- | ----- |
| 1. Januar  | Solon Borland                         | US-amerikanischer Politiker (Demokratische Partei)                                                                                | 55    |       |
| 1. Januar  | Friedrich Egermann                    | böhmischer Glasmaler, Glastechnologe und Unternehmer                                                                              | 86    |       |
| 1. Januar  | Ludwig Gerkrath                       | deutscher Philosoph | 31    |       |
| 2. Januar  | Lemuel J. Bowden                      | US-amerikanischer Politiker | 48    |       |
| 3. Januar  | John Joseph Hughes                    | römisch-katholischer Erzbischof                                                                                                   | 66    |       |
| 3. Januar  | Franz Joseph von Schulzig             | k.k. Feldmarschall-Lieutenant, Kommandant der Festung Mantua                                                                      | 76    |       |
| 4. Januar  | Mateu Ferrer i Oller                  | katalanischer Komponist, Organist, Orchesterleiter und Kapellmeister                                                              |       |       |
| 6. Januar  | James Frothingham                     | US-amerikanischer Maler | ≈78   |       |
| 6. Januar  | John Clements Wickham                 | britischer Marineoffizier | 65    |       |
| 7. Januar  | Wilhelm Arnoldi                       | Bischof von Trier | 66    |       |
| 7. Januar  | Hannah Cohoon                         | US-amerikanische Malerin der Shaker-Bewegung                                                                                      | 75    |       |
| 7. Januar  | Caleb Blood Smith                     | US-amerikanischer Politiker | 55    |       |
| 7. Januar  | Thomas Turton                         | englischer Mathematiker und anglikanischer Theologe sowie Bischof von Ely                                                         | 83    |       |
| 7. Januar  | Nikolai Stepanowitsch Turtschaninow   | russischer Botaniker | 67    |       |
| 8. Januar  | Niccola Bedini                        | italienischer römisch-katholischer Geistlicher und Bischof von Terracina, Sezze und Priverno                                      | 62    |       |
| 8. Januar  | Victor Dourlen                        | französischer Komponist | 83    |       |
| 8. Januar  | Wilhelm Krause                        | deutscher Landschafts- und Marinemaler                                                                                            | 60    |       |
| 9. Januar  | Peter Erasmus Gspan                   | österreichischer Jurist und Politiker                                                                                             | 73    |       |
| 9. Januar  | Carl August Hagberg                   | schwedischer Philologe und Sprachforscher                                                                                         | 53    |       |
| 9. Januar  | Carl Johann Koch                      | deutschbaltischer Pastor | 60    |       |
| 9. Januar  | Joseph Woods                          | englischer Botaniker | 87    |       |
| 10. Januar | Karl Gustav Fabricius                 | deutscher Politiker und Heimatkundler; Bürgermeister von Stralsund (1842–1864)                                                    | 75    |       |
| 13. Januar | Stephen Foster                        | US-amerikanischer Songwriter | 37    |       |
| 14. Januar | Georg Jabin                           | deutscher Landschaftsmaler | 35    |       |
| 15. Januar | Christian Ludwig Gerling              | deutscher Mathematiker und Astronom                                                                                               | 75    |       |
| 15. Januar | Andrew Parker                         | US-amerikanischer Politiker | 58    |       |
| 15. Januar | Johann Friedrich Wilhelm Stolle       | deutscher Kaufmann und Politiker                                                                                                  | 69    |       |
| 15. Januar | Friedrich von Waldersee               | preußischer Generalleutnant und Militärschriftsteller                                                                             | 68    |       |
| 16. Januar | Joseph Sebastian Grüner               | Jurist, Magistrats- und Kriminalrat, Heimat- und Volkstumsforscher des Egerlandes, Freund des Dichters Johann Wolfgang von Goethe | 83    |       |
| 16. Januar | Ferdinand Alphonse Hamelin            | französischer Admiral | 67    |       |
| 16. Januar | Friedrich Jakob Heller                | österreichischer Offizier, Militärhistoriker                                                                                      | 65    |       |
| 16. Januar | Anton Schindler                       | deutscher Sekretär, Musiker und erster Biograph von Ludwig van Beethoven                                                          | 68    |       |
| 17. Januar | Wilhelm Ittmann                       | deutscher Kaufmann und hessischer Landtagsabgeordneter                                                                            | 54    |       |
| 18. Januar | Johann Nepomuk Höfel                  | österreichischer Maler | 75    |       |
| 18. Januar | Friedrich von Werthern                | preußischer Verwaltungsbeamter und Sachsen-Meininger Politiker                                                                    | 59    |       |
| 19. Januar | Juliette Colbert                      | französische Philanthropin und italienische Markgräfin                                                                            | 77    |       |
| 19. Januar | Anton Elfinger                        | österreichischer Arzt und Zeichner                                                                                                | 43    |       |
| 19. Januar | Daniel Lüscher                        | Schweizer Politiker | 76    |       |
| 19. Januar | Carlo Torniamenti                     | deutscher Landschaftsmaler | 22    |       |
| 19. Januar | Richard H. Vose                       | US-amerikanischer Politiker | 60    |       |
| 20. Januar | Karl von Leoprechting                 | deutscher Sagenforscher | 45    |       |
| 20. Januar | Giovanni Antonio Amedeo Plana         | italienischer Astronom und Mathematiker                                                                                           | 82    |       |
| 20. Januar | Georg Friedrich Wiedemann             | deutscher katholischer Theologe, Philosoph, Geistlicher und Historiker                                                            | 76    |       |
| 22. Januar | Baruch Auerbach                       | polnisch-deutscher Lehrer und Erzieher                                                                                            | 70    |       |
| 23. Januar | Gustav von Girsewald                  | deutscher Generalmajor und Kammerherr                                                                                             | 78    |       |
| 23. Januar | Michele Puccini                       | italienischer Komponist | 50    |       |
| 23. Januar | Johann Lukas Schönlein                | deutscher Arzt | 70    |       |
| 24. Januar | John Peter Richardson senior          | US-amerikanischer Politiker | 62    |       |
| 25. Januar | Clemens Maria Franz von Bönninghausen | westfälischer Botaniker und Homöopath                                                                                             | 78    |       |
| 25. Januar | Carl Friedrich Hartmann               | Elsässer Dichter | 75    |       |
| 25. Januar | Marcus Larson                         | schwedischer Landschaftsmaler der Düsseldorfer Schule                                                                             | 39    |       |
| 25. Januar | Plowden Weston                        | US-amerikanischer Politiker |       |       |
| 26. Januar | James Brown Clay                      | US-amerikanischer Politiker | 46    |       |
| 26. Januar | Johann Peter von Hornthal             | deutscher Jurist und Politiker und Dichter                                                                                        | 69    |       |
| 26. Januar | Magnus Ottomar Kölz                   | deutscher Jurist und Politiker, MdL (Königreich Sachsen)                                                                          |       |       |
| 26. Januar | Otto Lindblad                         | schwedischer Komponist | 54    |       |
| 27. Januar | Leo von Klenze                        | deutscher Architekt, Maler und Schriftsteller                                                                                     | 79    |       |
| 27. Januar | Heinrich Rose                         | deutscher Mineraloge, analytischer Chemiker und der Entdecker des chemischen Elements Niob                                        | 68    |       |
| 28. Januar | Friedrich Wilhelm Ludwig Bornemann    | preußischer Jurist und Politiker                                                                                                  | 65    |       |
| 28. Januar | Émile Clapeyron                       | französischer Physiker | 65    |       |
| 31. Januar | Fischel Arnheim                       | deutscher Politiker und Jurist | 51    |       |
| 31. Januar | Hamilton Rowan Gamble                 | US-amerikanischer Jurist und Politiker                                                                                            | 65    |       |
| 31. Januar | Michael Sachs                         | deutscher Rabbiner | 55    |       |

## Februar
| Tag         | Name                                      | Beruf, bekannt als                                                                  | Alter | Beleg |
| ----------- | ----------------------------------------- | ----------------------------------------------------------------------------------- | ----- | ----- |
| 1. Februar  | Louise Marie Thérèse d’Artois             | Prinzessin von Frankreich und Regentin des Herzogtums Parma, Piacenza und Guastalla | 44    |       |
| 2. Februar  | Karl Lœillot-Hartwig                      | deutsch-französischer Maler und Lithograf                                           | 65    |       |
| 2. Februar  | Carl Friedrich Reiche-Eisenstuck          | deutscher Politiker                                                                 | 73    |       |
| 3. Februar  | Petrus Jacobus Kipp                       | niederländischer Apotheker, Chemiker und Instrumentenbauer                          | 55    |       |
| 5. Februar  | Eduard Frederich                          | deutscher Arzt, Historienmaler und Zeitungsverleger                                 | 52    |       |
| 5. Februar  | Moritz Veit                               | Verleger und Politiker                                                              | 55    |       |
| 6. Februar  | Ernst Esselbach                           | deutscher Physiker                                                                  | 31    |       |
| 6. Februar  | Marcus Morton                             | US-amerikanischer Jurist und Politiker                                              | 79    |       |
| 6. Februar  | Carl Gotthilf Nestler                     | erzgebirgischer Hammerherr                                                          | 75    |       |
| 6. Februar  | Karl Eduard Schnitzler                    | deutscher Bankier                                                                   | 71    |       |
| 6. Februar  | Ottmar Schönhuth                          | deutscher Schriftsteller und Heimatforscher                                         | 57    |       |
| 6. Februar  | Frederic Tudor                            | US-amerikanischer Geschäftsmann                                                     | 80    |       |
| 7. Februar  | Christian Gottlob Hammer                  | deutscher Landschaftsmaler und Kupferstecher                                        | 84    |       |
| 7. Februar  | Vuk Stefanović Karadžić                   | serbischer Philologe und Schöpfer der modernen serbischen Schriftsprache            | 76    |       |
| 7. Februar  | John Allen Wilcox                         | US-amerikanischer Politiker                                                         | 44    |       |
| 10. Februar | Bertha Eichberg                           | deutsche Harfenistin                                                                | 19    |       |
| 10. Februar | William Henry Hunt                        | englischer Maler                                                                    | 73    |       |
| 10. Februar | Antoinette de Mérode                      | Fürstin von Monaco                                                                  | 35    |       |
| 11. Februar | Ludwig von Deroy                          | bayerischer Graf und Generalmajor                                                   | 78    |       |
| 11. Februar | Hermann Marggraff                         | deutscher Schriftsteller                                                            | 54    |       |
| 12. Februar | Henry Y. Cranston                         | US-amerikanischer Politiker                                                         | 74    |       |
| 12. Februar | Alois Schertzinger                        | bessarabiendeutscher Mitbegründer von Sarata Priester                               | 76    |       |
| 12. Februar | Gottlieb Heinrich Zeller                  | deutscher Apotheker                                                                 | 69    |       |
| 13. Februar | Amraal Lambert                            | Kaptein der Khauas-Nama                                                             |       |       |
| 14. Februar | William Dyce                              | schottischer Maler                                                                  | 57    |       |
| 14. Februar | Muscoe Russell Hunter Garnett             | US-amerikanischer Politiker                                                         | 42    |       |
| 14. Februar | Konrad Schwenck                           | deutscher Philologe                                                                 | 70    |       |
| 15. Februar | Adam Wilhelm Moltke                       | dänischer Politiker; Ministerpräsident von Dänemark                                 | 78    |       |
| 16. Februar | James R. Ballantyne                       | schottischer Orientalist                                                            | 50    |       |
| 16. Februar | Johann Christian Gartz                    | deutscher Mathematiker und Hochschullehrer                                          | 71    |       |
| 16. Februar | Anna Sethe                                | erste Frau von Ernst Haeckel                                                        | 28    |       |
| 16. Februar | Wenzel Heinrich Veit                      | böhmischer Jurist und Komponist                                                     | 58    |       |
| 17. Februar | William K. Bond                           | US-amerikanischer Politiker                                                         | 71    |       |
| 18. Februar | Ludwig Carl von Leonhardi                 | Kaufmann und Gutsbesitzer                                                           | 82    |       |
| 18. Februar | Ludwig Ferdinand Wilhelmy                 | deutscher Physiker und Physikochemiker                                              | 51    |       |
| 19. Februar | William Edwin Baldwin                     | General der Konföderierten Staaten im Amerikanischen Bürgerkrieg                    | 36    |       |
| 19. Februar | Hippoliet Van Peene                       | flämischer Arzt und Dramatiker                                                      | 53    |       |
| 19. Februar | August Waitz von Eschen                   | deutscher Gutsbesitzer, Mitglied der kurhessischen Ständeversammlung                | 64    |       |
| 20. Februar | John Edward Bouligny                      | US-amerikanischer Politiker                                                         | 40    |       |
| 20. Februar | Alexander Christoforowitsch Wostokow      | russischer Philologe                                                                | 82    |       |
| 20. Februar | Christian Andreas Zipser                  | deutsch-ungarischer Gelehrter                                                       | 80    |       |
| 21. Februar | Alois Kluibenschedl                       | Tiroler Freiheitskämpfer                                                            | 91    |       |
| 22. Februar | Ludwig Mittermaier                        | deutscher Autor, Zeichner und Glasmaler                                             | 37    |       |
| 23. Februar | Conrad Gebhardt                           | deutscher Kaufmann und Politiker                                                    | 73    |       |
| 23. Februar | Peter Kaiser                              | liechtensteinischer Historiker und Politiker                                        | 70    |       |
| 24. Februar | Johann Ludwig Casper                      | deutscher Rechtsmediziner                                                           | 67    |       |
| 24. Februar | Hermann Meinhard Poppen                   | deutscher Buchdrucker und Unternehmer                                               | 67    |       |
| 25. Februar | Anna Harrison                             | First Lady der Vereinigten Staaten                                                  | 88    |       |
| 26. Februar | Louis-Hippolyte La Fontaine               | kanadischer Anwalt und Politiker                                                    | 56    |       |
| 26. Februar | William Nikolaus Reed                     | deutsch-US-amerikanischer Offizier                                                  |       |       |
| 27. Februar | Edward Hitchcock                          | US-amerikanischer Geologe                                                           | 70    |       |
| 27. Februar | Wilhelm Friedrich Christian Gustav Krafft | deutscher Politiker                                                                 | 58    |       |
| 27. Februar | Christian Sethe                           | deutscher Jurist                                                                    | 86    |       |
| 28. Februar | Johann Joseph Benet                       | Schweizer Bergführer                                                                | 44    |       |
| 28. Februar | Hermann Crüger                            | deutscher Botaniker und Pharmazeut                                                  | 46    |       |

## März
| Tag      | Name                                        | Beruf, bekannt als                                                                                                   | Alter | Beleg |
| -------- | ------------------------------------------- | --- | ----- | ----- |
| 2. März  | Jean Alaux                                  | französischer Maler                                                                                                  | 78    |       |
| 3. März  | Ernst Hansen                                | deutscher Theaterschauspieler und -regisseur                                                                         | 50    |       |
| 4. März  | Friedrich Wilhelm Arming                    | österreichischer Mediziner und Schriftsteller                                                                        | 58    |       |
| 4. März  | Ferdinand von Schmöger                      | deutscher Astronom, Physiker und Gymnasialprofessor                                                                  | 72    |       |
| 5. März  | Hermann zu Wied                             | 4. Fürst zu Wied | 49    |       |
| 8. März  | Friedrich Pagenstecher (Forstmann)          | deutscher Forstmann                                                                                                  | 71    |       |
| 8. März  | Leander Russ                                | österreichischer Maler                                                                                               | 54    |       |
| 10. März | Maximilian II. Joseph                       | König von Bayern (1848–1864)                                                                                         | 52    |       |
| 11. März | Richard Roberts                             | britischer Ingenieur                                                                                                 | 74    |       |
| 11. März | Friedrich von Römer                         | deutscher Politiker, Abgeordneter in der Frankfurter Nationalversammlung                                             | 69    |       |
| 12. März | Magnus von Moltke                           | schleswig-holsteinischer Jurist und Politiker                                                                        | 80    |       |
| 13. März | Sophie Dethleffs                            | deutsche Mundart-Dichterin                                                                                           | 55    |       |
| 13. März | Domenico Lucciardi                          | Kardinal der katholischen Kirche                                                                                     | 67    |       |
| 14. März | Robert Reuter                               | Landrat und Politiker                                                                                                | 47    |       |
| 14. März | Hermann Stadtmann                           | Schweizer Politiker und Unternehmer                                                                                  | 45    |       |
| 14. März | Wilhelm Ferdinand Steinacker                | deutscher Rechtswissenschaftler                                                                                      |       |       |
| 15. März | Bernhard Friedrich Ferdinand Carl von Bülow | mecklenburgischer Diplomat und Gesandter beim Bundestag des Deutschen Bundes in Frankfurt am Main                    | 43    |       |
| 15. März | Johann Carl Hocheder                        | österreichischer Montanist und Mineraloge                                                                            | 63    |       |
| 16. März | Abel Aubert Dupetit-Thouars                 | französischer Marineoffizier und Weltumsegler                                                                        | 70    |       |
| 16. März | Andreas Gottlieb Hoffmann                   | deutscher Theologe und Orientalist                                                                                   | 67    |       |
| 16. März | Ernst Heinrich Toelken                      | deutscher Klassischer Archäologe, Philosoph, Kunsthistoriker, Hochschullehrer und Direktor des Berliner Antiquariums | 78    |       |
| 16. März | Eduard Stein                                | deutscher Dirigent, Musikdirektor und Hofkapellmeister                                                               | 45    |       |
| 18. März | Seaborn Jones                               | US-amerikanischer Politiker                                                                                          | 76    |       |
| 19. März | Alexandre Calame                            | Schweizer Maler | 53    |       |
| 19. März | Wilhelm Lueg                                | deutscher Hüttendirektor                                                                                             | 71    |       |
| 20. März | Broder Knudtzon                             | norwegischer Kaufmann, Politiker und Mäzen                                                                           | 75    |       |
| 20. März | Heinrich von Wintzingerode                  | herzoglich-nassauischer Kammerherr und Regierungspräsident                                                           | 57    |       |
| 21. März | Hippolyte Flandrin                          | französischer Maler                                                                                                  | 54    |       |
| 21. März | Heinrich Ludwig Germanicus Gourdé           | Unternehmer und Mitglied der Landstände des Herzogtums Nassau                                                        | 57    |       |
| 21. März | Karl Benedikt Hase                          | französischer Altphilologe deutscher Herkunft                                                                        | 83    |       |
| 21. März | Luke Howard                                 | englischer Pharmakologe und Meteorologe                                                                              | 91    |       |
| 21. März | Ernst Osiander                              | deutscher Orientalist und Geistlicher                                                                                | 34    |       |
| 21. März | Adolf Scherzer                              | bayerischer Militärmusiker                                                                                           | 48    |       |
| 22. März | John Redman Coxe                            | US-amerikanischer Chemiker                                                                                           | ≈91   |       |
| 22. März | Kastus Kalinouski                           | weißrussischer Revolutionär, Publizist und Dichter                                                                   | 26    |       |
| 22. März | Ludwig Seeger                               | deutscher Politiker und Schriftsteller                                                                               | 53    |       |
| 23. März | Bingham Baring, 2. Baron Ashburton          | britischer Politiker der Conservative Party, Mitglied des House of Commons und Peer                                  | 64    |       |
| 23. März | Karl Gustav Geib                            | Rechtsgelehrter, Sekretär und Lehrer König Ottos von Griechenland, Rektor in Tübingen                                | 55    |       |
| 23. März | Henry Bell Van Rensselaer                   | US-amerikanischer Offizier und Politiker                                                                             | 53    |       |
| 23. März | Hans Wieland                                | Schweizer Berufsoffizier                                                                                             | 38    |       |
| 24. März | Karl Ernst Claus                            | deutsch-russischer Pharmazeut und der Chemiker                                                                       | 68    |       |
| 25. März | Ivar Fredrik Bredal                         | dänischer Dirigent und Komponist                                                                                     | 63    |       |
| 25. März | David Maney Currin                          | US-amerikanischer Politiker                                                                                          | 46    |       |
| 25. März | Owen Lovejoy                                | US-amerikanischer Politiker                                                                                          | 53    |       |
| 25. März | Franz Wöpcke                                | deutscher Mathematiker und Orientalist                                                                               | 37    |       |
| 26. März | John Bake                                   | niederländischer klassischer Philologe und Literaturwissenschaftler                                                  | 76    |       |
| 26. März | Johann Friedrich Callisen                   | deutscher Theologe                                                                                                   | 88    |       |
| 26. März | Karl Bernhard von Hietzinger                | österreichischer Verwaltungsbeamter                                                                                  | 77    |       |
| 26. März | Meredith Miles Marmaduke                    | US-amerikanischer Politiker                                                                                          | 72    |       |
| 26. März | Moritz Daniel Volkmar                       | deutscher Makler und Bankier                                                                                         | 71    |       |
| 27. März | Jean-Jacques Ampère                         | französischer Historiker, Philologe und Schriftsteller                                                               | 63    |       |
| 27. März | Eduard Dorer-Egloff                         | Schweizer Politiker, Schriftsteller und Dichter                                                                      | 56    |       |
| 27. März | Christian August Valentiner                 | deutscher evangelischer Theologe                                                                                     | 65    |       |
| 28. März | William A. Harris                           | US-amerikanischer Politiker                                                                                          | 58    |       |
| 28. März | Louise Charlotte von Dänemark               | Prinzessin von Dänemark und durch Heirat Landgräfin von Hessen-Kassel                                                | 74    |       |
| 29. März | August Kahlert                              | deutscher Dichter, Literaturhistoriker und Musikkritiker                                                             | 57    |       |
| 29. März | Georg Carl Ludwig Sigwart                   | deutscher Biochemiker                                                                                                | 79    |       |
| 29. März | Heinrich Rudolf Wullschlägel                | Geistlicher der Herrnhuter Brüdergemeine                                                                             | 59    |       |
| 30. März | Theodor Henrich Rahlenbeck                  | Laienprediger und Kämpfer gegen den Alkoholmissbrauch                                                                | 79    |       |
| 30. März | Louis Schindelmeisser                       | deutscher Dirigent und Komponist                                                                                     | 52    |       |
| 31. März | Andreas von Buzzi                           | österreichischer Politiker und Schriftsteller                                                                        | 84    |       |
| 31. März | Franziska Schultze                          | deutsche Blumenmalerin                                                                                               | 58    |       |
| März     | William Fitzgerald                          | US-amerikanischer Politiker                                                                                          | 64    |       |
| März     | Daniel Runge                                | deutscher Theologe, Pastor und Politiker                                                                             | 59    |       |
| März     | Ferdinand Zenker                            | deutscher Kämpfer in den Befreiungskriegen, Landwirt und Gutsbesitzer                                                | 72    |       |

## April
| Tag       | Name                                  | Beruf, bekannt als                                                                        | Alter | Beleg |
| --------- | ------------------------------------- | ----------------------------------------------------------------------------------------- | ----- | ----- |
| 1. April  | Ettore Lucchesi Palli                 | vierter Herzog von Grazia                                                                 | 57    |       |
| 2. April  | Johann Nepomuk Berger von der Pleisse | österreichischer General                                                                  |       |       |
| 2. April  | Hildegard Luise von Bayern            | Tochter von König Ludwig I. von Bayern; verheiratet mit Erzherzog Albrecht von Österreich | 38    |       |
| 3. April  | John Banks                            | US-amerikanischer Politiker                                                               | 70    |       |
| 3. April  | Christoph Albert Kurz                 | Schweizer Jurist und Politiker                                                            | 58    |       |
| 4. April  | Johann Helfrich Adami                 | deutscher Kaufmann und Bremer Senator                                                     | 71    |       |
| 7. April  | Robert Francis Withers Allston        | Gouverneur von South Carolina                                                             | 62    |       |
| 7. April  | Cesare Bernasconi                     | Schweizer Politiker                                                                       | 44    |       |
| 10. April | Friedrich August Köttig               | Erfinder und Arkanist an der Königlichen Porzellanmanufaktur in Meißen                    | 69    |       |
| 10. April | Joseph Rubino                         | deutscher Althistoriker                                                                   | 64    |       |
| 13. April | Johann Gottlob Schneider junior       | deutscher Komponist und Organist                                                          | 74    |       |
| 14. April | Alexander Lincke                      | deutscher Politiker                                                                       | 49    |       |
| 14. April | Charles Sweetser                      | US-amerikanischer Politiker                                                               | 56    |       |
| 14. April | Paul von Baranoff                     | russischer Graf                                                                           | 49    |       |
| 15. April | Augustus Carl Büchel                  | deutscher Offizier                                                                        | 50    |       |
| 15. April | Marija Dmitrijewna Dostojewskaja      | Ehefrau von Fjodor Michailowitsch Dostojewski                                             | 39    |       |
| 15. April | Everhard von Groote                   | deutscher Germanist, Schriftsteller und Politiker                                         | 75    |       |
| 15. April | Theodor Basselet von La Rosée         | bayerischer Offizier                                                                      | 62    |       |
| 16. April | Dora Beets                            | niederländische Schriftstellerin                                                          | 52    |       |
| 16. April | Seraphin Mandelzweig                  | österreichischer Schriftsteller, Bühnenautor, Übersetzer und Theaterkritiker              |       |       |
| 18. April | Eugenio Barsanti                      | italienischer Ingenieur und Erfinder eines Verbrennungsmotors                             | 42    |       |
| 18. April | Ludwig Döbler                         | österreichischer Zauberkünstler                                                           | 62    |       |
| 18. April | Carl Klinke                           | preußischer Soldat (Pionier)                                                              | 23    |       |
| 18. April | Claude du Plat                        | dänischer Generalmajor und Stadtkommandant                                                | 54    |       |
| 18. April | Sigismund von Rosen                   | dänischer Stabsoffizier im Generalstab                                                    | 37    |       |
| 19. April | Charles Williamson Flusser            | US-amerikanischer Offizier während des Amerikanischen Bürgerkrieges                       | 31    |       |
| 19. April | Friedrich Gottlob Uhlemann            | deutscher evangelischer Theologe, Philosoph und Orientalist                               | 71    |       |
| 22. April | Grigori Wassiljewitsch Soroka         | russischer Maler                                                                          | 40    |       |
| 24. April | Claude Marie Dubufe                   | französischer Maler                                                                       |       |       |
| 24. April | Franz Wilhelm Junghuhn                | deutscher Arzt und Naturforscher                                                          | 54    |       |
| 25. April | Emil Spreng                           | deutscher Ingenieur und Gaswerkdirektor                                                   | 39    |       |
| 25. April | Carl Schnitzler                       | Ingenieuroffizier der Preußischen Armee                                                   | 75    |       |
| 26. April | Auguste Ferdinande von Österreich     | Erzherzogin von Österreich und Prinzessin von Toskana                                     | 39    |       |
| 26. April | Hotta Masayoshi                       | japanischer Politiker                                                                     | 53    |       |
| 27. April | Gustav Dietzel                        | deutscher Rechtswissenschaftler und Hochschullehrer                                       | 37    |       |
| 27. April | Emil von Grolman                      | Richter und Landtagsabgeordneter Großherzogtum Hessen                                     | 54    |       |
| 27. April | Eduard von Raven                      | preußischer Generalmajor, Ritter des Ordens Pour le Mérite                                | 56    |       |
| 27. April | Carl Vogel                            | deutscher Arzt, letzter Hausarzt Goethes                                                  | 66    |       |
| 29. April | Charles Julien Brianchon              | französischer Mathematiker                                                                | 80    |       |
| 29. April | Josef Deifl                           | bayerischer Soldat                                                                        | 73    |       |
| 29. April | Gustav von Flotow                     | sächsischer Geheimrat, Direktor der ökonomischen Gesellschaft Dresden                     | 75    |       |
| 29. April | Abraham Gesner                        | kanadischer Arzt, Physiker und Geologe                                                    | 66    |       |
| 29. April | Karl Wilhelm Mittag                   | deutscher Lehrer und Organist, Stadtchronist von Bischofswerda                            | 50    |       |
| 30. April | David Emilius Heinrich Koblank        | Lokalpolitiker in Berlin                                                                  | 72    |       |
| 30. April | Georg Ludwig Friedrich Laves          | deutscher Architekt, Stadtplaner und Bauingenieur                                         | 75    |       |
| 30. April | William Read Scurry                   | General der Konföderierten und texanischer Politiker                                      | 43    |       |

## Mai
| Tag     | Name                            | Beruf, bekannt als                                                                                          | Alter | Beleg |
| ------- | ------------------------------- | --- | ----- | ----- |
| 1. Mai  | Wolf von Helldorff              | preußischer Kammerherr                                                                                      | 69    |       |
| 1. Mai  | Peter von der Pahlen            | General der russischen Armee                                                                                | 86    |       |
| 2. Mai  | Karl August Auberlen            | deutscher evangelischer Theologe                                                                            | 39    |       |
| 2. Mai  | Giacomo Meyerbeer               | deutscher Komponist und Dirigent                                                                            | 72    |       |
| 2. Mai  | Georg Wolf                      | deutscher Verwaltungsbeamter                                                                                | 47    |       |
| 3. Mai  | Benjamin II.                    | rumänischer Kaufmann und Weltreisender                                                                      |       |       |
| 3. Mai  | Otto von Rantzau                | Herr auf Aschau, Klosterpropst zu Uetersen, preußischer Gesandter in Dresden und Träger des Elefanten-Orden | 54    |       |
| 6. Mai  | Micah Jenkins                   | Brigadegeneral der Konföderierten Staaten von Amerika im Sezessionskrieg                                    | 28    |       |
| 6. Mai  | Ludolf Christian Treviranus     | deutscher Botaniker                                                                                         | 84    |       |
| 7. Mai  | Henry Vere Huntley              | Leutnantgouverneur von Gambia                                                                               |       |       |
| 7. Mai  | Simon Karsten                   | niederländischer Altphilologe                                                                               | 61    |       |
| 7. Mai  | Hestor L. Stevens               | US-amerikanischer Politiker                                                                                 | 60    |       |
| 8. Mai  | César Malan                     | reformierter Lehrer und Pfarrer                                                                             | 76    |       |
| 8. Mai  | Ämilius Ludwig Richter          | deutscher Kirchenrechtler                                                                                   | 56    |       |
| 8. Mai  | Christian Gottlob Steinmüller   | deutscher Orgelbauer                                                                                        | 71    |       |
| 9. Mai  | William Leitch                  | britischer Astronom, Naturforscher, Mathematiker und presbyterianischer Geistlicher der Church of Scotland  | 49    |       |
| 9. Mai  | John Sedgwick                   | General des Sezessionskrieges                                                                               | 50    |       |
| 9. Mai  | Wilhelm Wolff                   | deutscher Privatlehrer, Publizist, Politiker und enger Weggefährte von Karl Marx und Friedrich Engels       | 54    |       |
| 10. Mai | Thomas Butler King              | US-amerikanischer Politiker                                                                                 | 63    |       |
| 10. Mai | Heinrich Müller                 | deutscher Anatom und Hochschullehrer                                                                        | 43    |       |
| 11. Mai | Heinrich von Bünau              | preußischer Offizier, zuletzt Generalmajor                                                                  | 75    |       |
| 11. Mai | Julien-Léopold Lobin            | französischer Maler und Glasmaler                                                                           | 50    |       |
| 11. Mai | Laurids Skau                    | deutsch-dänischer Politiker, Mitglied des Folketing                                                         | 46    |       |
| 12. Mai | Charles Benedict Calvert        | US-amerikanischer Politiker                                                                                 | 55    |       |
| 12. Mai | John Harris                     | Befehlshaber des amerikanischen Marine Corps                                                                | 70    |       |
| 12. Mai | James Ewell Brown Stuart        | General des konföderierten Heeres im Amerikanischen Bürgerkrieg                                             | 31    |       |
| 13. Mai | Jakob Friedrich Barchet         | württembergischer Landtagsabgeordneter                                                                      | 66    |       |
| 13. Mai | Junius Daniel                   | General der Konföderierten Staaten von Amerika im Amerikanischen Bürgerkrieg                                | 35    |       |
| 13. Mai | Rudolf Wagner                   | deutscher Anatom und Physiologe                                                                             | 58    |       |
| 14. Mai | Hermannus Bouman                | niederländischer reformierter Theologe und Orientalist                                                      | 75    |       |
| 15. Mai | Therese Brunetti                | österreichische Theaterschauspielerin und Tänzerin                                                          | 81    |       |
| 16. Mai | Carl Friedrich Ferdinand Buckow | deutsch-österreichischer Orgelbauer                                                                         |       |       |
| 16. Mai | Albert von Ringler              | württembergischer Offizier und Landtagsabgeordneter                                                         | 79    |       |
| 16. Mai | Otto von Rutenberg              | kurländischer Landesbeamter und Schriftsteller                                                              | 62    |       |
| 18. Mai | James Byron Gordon              | US-amerikanischer Offizier des konföderierten Heeres im Amerikanischen Bürgerkrieg                          | 41    |       |
| 19. Mai | John Clare                      | englischer Naturdichter                                                                                     | 70    |       |
| 19. Mai | Gerdt Hardorff                  | deutscher Maler                                                                                             | 95    |       |
| 19. Mai | Nathaniel Hawthorne             | US-amerikanischer Schriftsteller                                                                            | 59    |       |
| 20. Mai | John George Bowes               | kanadischer Politiker und Bürgermeister von Toronto                                                         |       |       |
| 20. Mai | Friedrich Wilhelm Tittmann      | deutscher Archivar und Historiker                                                                           | 80    |       |
| 21. Mai | Karl Friedrich Günther          | deutscher Rechtswissenschaftler und Politiker                                                               | 77    |       |
| 21. Mai | Albert Gallatin Jenkins         | US-amerikanischer Politiker und Offizier der Konföderierten                                                 | 33    |       |
| 21. Mai | Carl Martin Laeisz              | deutscher Maler und Lithograf                                                                               | 60    |       |
| 21. Mai | Gabriel Hirsch Lippman          | Distriktsrabbiner von Bad Kissingen                                                                         |       |       |
| 22. Mai | Aimable Pélissier               | französischer General und Staatsmann, Marschall von Frankreich                                              | 69    |       |
| 22. Mai | Eduard Pleschner von Eichstett  | österreichischer Kaufmann, Gründer der Handelsakademie Prag                                                 | 51    |       |
| 22. Mai | Lulu von Thürheim               | österreichische Malerin und Schriftstellerin                                                                | 76    |       |
| 22. Mai | Benjamin Wegner                 | norwegischer Industrieller und Gutsbesitzer deutscher Herkunft                                              | 69    |       |
| 23. Mai | Karl Ludwig Philipp Troß        | deutscher Philologe und Historiker                                                                          | 69    |       |
| 24. Mai | John A. Bryan                   | US-amerikanischer Jurist und Politiker                                                                      | 70    |       |
| 24. Mai | Friedrich Wilhelm Reimnitz      | deutscher Gymnasiallehrer und Politiker                                                                     | 60    |       |
| 24. Mai | August von Schack               | preußischer Generalmajor, erster Adjutant des Prinzen Wilhelm von Preußen                                   | 71    |       |
| 25. Mai | Carl Benjamin Dietrich          | deutscher evangelischer Pfarrer und Chronist                                                                | 72    |       |
| 26. Mai | Carl Augustin Grenser           | deutscher Flötist und Musikhistoriker                                                                       | 69    |       |
| 26. Mai | Charles Sealsfield              | US-amerikanischer Schriftsteller                                                                            | 71    |       |
| 27. Mai | Joshua Reed Giddings            | US-amerikanischer Jurist und Politiker                                                                      | 68    |       |
| 27. Mai | Robert Torrens                  | britischer Ökonom                                                                                           |       |       |
| 28. Mai | Simion Bărnuțiu                 | rumänischer Philosoph, liberaler Politiker, Jurist und Historiker                                           | 55    |       |
| 28. Mai | Derrimut                        | Führer der Aborigines                                                                                       |       |       |
| 28. Mai | Josef Netzer                    | österreichischer Komponist                                                                                  | 56    |       |
| 30. Mai | Ludwig Bartning                 | deutscher Architekt und mecklenburgischer Baubeamter                                                        | 64    |       |
| 30. Mai | Johann Georg Bodmer             | Schweizer Erfinder und Unternehmer                                                                          | 77    |       |
| 30. Mai | Nicolas Glasson                 | Schweizer Politiker und Richter                                                                             | 46    |       |
| 30. Mai | Theodor Reuter                  | deutscher Theologe und Parlamentarier                                                                       | 50    |       |
| 30. Mai | Franz Xaver von Spitzemberg     | württembergischer Oberst-Kammerherr, Generalleutnant und Hof-Jägermeister                                   | 82    |       |
| 31. Mai | Hermann von Gilm zu Rosenegg    | Tiroler Dichter                                                                                             | 51    |       |

## Juni
| Tag      | Name                                    | Beruf, bekannt als                                                                          | Alter | Beleg |
| -------- | --------------------------------------- | ------------------------------------------------------------------------------------------- | ----- | ----- |
| 1. Juni  | Josef Knar                              | österreichischer Mathematiker, Abgeordneter und Hochschullehrer                             | 64    |       |
| 1. Juni  | Friedrich Schulz                        | deutscher Politiker                                                                         | 69    |       |
| 2. Juni  | Caroline Bardua                         | deutsche Malerin                                                                            | 82    |       |
| 2. Juni  | George Pierce Doles                     | Geschäftsmann und General der Konföderierten im Amerikanischen Bürgerkrieg                  | 34    |       |
| 3. Juni  | William Johnson Fox                     | englischer unitarischer Geistlicher, Publizist und Politiker, Mitglied des House of Commons | 78    |       |
| 3. Juni  | Frank A. Haskell                        | US-amerikanischer Soldat, Offizier im Amerikanischen Bürgerkrieg                            | 35    |       |
| 3. Juni  | Anton Vonbun                            | deutscher Jurist und Politiker                                                              | 65    |       |
| 4. Juni  | Laurence Massillon Keitt                | US-amerikanischer Politiker und Brigadegeneral in der Konföderiertenarmee                   | 39    |       |
| 4. Juni  | Nassau William Senior                   | englischer Nationalökonom                                                                   | 73    |       |
| 6. Juni  | Robert Zimmermann                       | deutscher Zeichner, Lithograf und Landschaftsmaler                                          | 46    |       |
| 8. Juni  | Jeptha Bradley                          | US-amerikanischer Richter und Politiker, der State Auditor von Vermont war                  | 61    |       |
| 8. Juni  | Carl Sunkel                             | deutscher Kaufmann und Mitglied der kurhessischen Ständeversammlung                         | 54    |       |
| 9. Juni  | Benjamin Pittet                         | Schweizer Politiker und Richter                                                             | 54    |       |
| 10. Juni | Francis Bristow                         | US-amerikanischer Politiker                                                                 | 59    |       |
| 11. Juni | Karl von Hailbronner                    | bayerischer Generalleutnant der Kavallerie und Reiseschriftsteller                          | 71    |       |
| 11. Juni | Heinrich von Holleben                   | preußischer General der Infanterie und Militärschriftsteller                                | 80    |       |
| 11. Juni | Carl Detlev Marschalck von Bachtenbrock | königlich hannoverscher Landdrost im Regierungsbezirk Aurich                                | 62    |       |
| 12. Juni | Karl Gustav Jung                        | deutsch-schweizerischer Mediziner                                                           | 68    |       |
| 13. Juni | Henryk Dembiński                        | polnischer General                                                                          | 73    |       |
| 14. Juni | Ernst Ortlepp                           | deutscher Dichter des Vormärz                                                               | 63    |       |
| 14. Juni | Leonidas Polk                           | General der Konföderierten                                                                  | 58    |       |
| 14. Juni | Pedro Santana                           | dominikanischer Politiker und mehrfach Präsident der Dominikanischen Republik               | 62    |       |
| 15. Juni | Lorenz Reidt                            | Bürgermeister und Abgeordneter                                                              | 59    |       |
| 16. Juni | Andrew Ewing                            | US-amerikanischer Politiker                                                                 | 50    |       |
| 17. Juni | William Cureton                         | britischer Orientalist                                                                      |       |       |
| 18. Juni | Valentin Adrian                         | deutscher Schriftsteller, Neuphilologe und Bibliothekar                                     | 70    |       |
| 18. Juni | Albert Knapp                            | deutscher Dichter                                                                           | 65    |       |
| 18. Juni | George Lance                            | englischer Maler                                                                            | 62    |       |
| 18. Juni | William Smith O’Brien                   | irischer nationalistischer Politiker                                                        | 60    |       |
| 18. Juni | John Tracy                              | US-amerikanischer Rechtsanwalt und Politiker                                                | 80    |       |
| 21. Juni | Xavier Stockmar                         | Schweizer Politiker                                                                         | 66    |       |
| 23. Juni | Christian Ludwig Brehm                  | deutscher Pfarrer und Ornithologe                                                           | 77    |       |
| 25. Juni | Johannes von Friz                       | württembergischer Oberamtmann und Staatsrat                                                 | 62    |       |
| 25. Juni | Johann Friedrich Karl Gurlitt           | deutscher Theologe                                                                          | 61    |       |
| 25. Juni | Reinhold Friedrich von der Osten-Sacken | russischer Ministerialbeamter                                                               | 71    |       |
| 25. Juni | Otto Ruppius                            | deutscher Schriftsteller                                                                    | 45    |       |
| 25. Juni | Wilhelm I.                              | König von Württemberg                                                                       | 82    |       |
| 29. Juni | Karl Friedrich Wilhelm Hasselbach       | deutscher Gymnasiallehrer und Historiker                                                    | 82    |       |
| Juni     | Raimund Bannwarth                       | Freiburger Oberbürgermeister                                                                | 69    |       |

## Juli
| Tag      | Name                                  | Beruf, bekannt als                                                                           | Alter | Beleg |
| -------- | ------------------------------------- | -------------------------------------------------------------------------------------------- | ----- | ----- |
| 1. Juli  | Josiah Quincy III                     | US-amerikanischer Politiker                                                                  | 92    |       |
| 3. Juli  | William Waightstill Avery             | US-amerikanischer Politiker                                                                  | 48    |       |
| 3. Juli  | Carl Brenner                          | hessischer Politiker und Landtagsabgeordneter Großherzogtum Hessen                           | 57    |       |
| 4. Juli  | August Peters                         | deutscher Erzähler                                                                           | 47    |       |
| 5. Juli  | Andrew Horatio Reeder                 | US-amerikanischer Politiker                                                                  | 56    |       |
| 6. Juli  | Benjamin W. Dean                      | US-amerikanischer Politiker und Anwalt                                                       |       |       |
| 6. Juli  | Daniel Gott                           | US-amerikanischer Jurist und Politiker                                                       | 69    |       |
| 6. Juli  | Theodor Wertheim                      | österreichischer Chemiker und Erfinder                                                       | 43    |       |
| 7. Juli  | Heinrich Kahl                         | deutscher Instrumentalmusiker, Chorleiter und Musikpädagoge                                  | 52    |       |
| 8. Juli  | David Hazzard                         | US-amerikanischer Politiker                                                                  | 83    |       |
| 8. Juli  | Charles Philippe Hippolyte de Thierry | französischstämmiger Geschäftsmann und Kolonialist in Neuseeland                             | 71    |       |
| 9. Juli  | Paul Traugott Meißner                 | österreichischer Chemiker und Erfinder                                                       | 86    |       |
| 10. Juli | Greene Washington Caldwell            | US-amerikanischer Politiker                                                                  | 58    |       |
| 10. Juli | James F. Simmons                      | US-amerikanischer Politiker                                                                  | 68    |       |
| 11. Juli | Augustine Henry Shepperd              | US-amerikanischer Politiker                                                                  | 72    |       |
| 12. Juli | Carl Lazarus Henckel von Donnersmarck | deutscher freier Standesherr und Industrieller                                               | 92    |       |
| 12. Juli | Johann Friedrich Kees                 | Mitglied der kurhessischen Ständeversammlung                                                 | 52    |       |
| 13. Juli | Mary Fox                              | illegitime Tochter von Wilhelm IV. (Vereinigtes Königreich)                                  | 65    |       |
| 13. Juli | Johannes Höver                        | deutscher Stifter der Ordensgenossenschaft der Armen Brüder vom Heiligen Franziskus          | 47    |       |
| 13. Juli | Henry Marshall                        | amerikanischer Politiker                                                                     | 58    |       |
| 13. Juli | Xavier Péquignot                      | Schweizer Politiker, Lehrer und Journalist                                                   | 59    |       |
| 13. Juli | Julius Zech                           | deutscher Astronom und Mathematiker                                                          | 43    |       |
| 14. Juli | Heinrich zu Carolath-Beuthen          | Standesherr und General der Kavallerie                                                       | 80    |       |
| 14. Juli | Henning Claus Christoffer Heuck       | Hamburger Mechaniker und Glockengießer                                                       | 65    |       |
| 15. Juli | Anton Csorich von Monte Creto         | österreichischer Feldmarschallleutnant und Kriegsminister                                    |       |       |
| 17. Juli | John D. Boon                          | US-amerikanischer Händler und Politiker (Demokratische Partei)                               | 47    |       |
| 17. Juli | Dirk Donker Curtius                   | niederländischer Staatsmann                                                                  | 71    |       |
| 17. Juli | Moise Jacobber                        | französischer Blumen- und Porzellanmaler jüdischer Herkunft                                  | 78    |       |
| 17. Juli | Friedrich Kolenati                    | österreichischer Naturforscher                                                               | 51    |       |
| 17. Juli | Theodor Waldner von Freundstein       | deutsch-französischer Adeliger und Militär                                                   | 77    |       |
| 19. Juli | James Myers                           | US-amerikanischer Politiker                                                                  | 69    |       |
| 20. Juli | Karl Friedrich Wilhelm Braun          | deutscher Apotheker, Botaniker, Geologe und Paläontologe                                     | 63    |       |
| 21. Juli | Anton von Blarer                      | Schweizer Politiker und Anwalt                                                               | 66    |       |
| 22. Juli | Michail Michailowitsch Dostojewski    | russischer Publizist                                                                         | 43    |       |
| 22. Juli | James B. McPherson                    | General der US-Armee                                                                         | 35    |       |
| 23. Juli | Philemon T. Herbert                   | US-amerikanischer Politiker                                                                  | 38    |       |
| 26. Juli | Leonz Gugger                          | Schweizer Politiker                                                                          | 73    |       |
| 26. Juli | Friedrich Ludwig Haarmann             | deutscher Architekt und Baubeamter (Kreisbaumeister), Gründer der Baugewerkschule Holzminden | 66    |       |
| 27. Juli | John Putnam Chapin                    | US-amerikanischer Politiker                                                                  | 54    |       |
| 27. Juli | Philipp Roeder von Diersburg          | badischer Generalleutnant und Schriftsteller                                                 | 63    |       |
| 28. Juli | Samuel Benton                         | Brigadegeneral der Armee der Konföderierten Staaten von Amerika im Sezessionskrieg           | 43    |       |
| 28. Juli | Johann Hermann Kufferath              | deutscher Komponist                                                                          | 67    |       |
| 28. Juli | Philipp Preusser                      | Bürgermeister und Landtagsabgeordneter                                                       | 72    |       |
| 29. Juli | Gotthard Hofstädter                   | österreichischer Benediktiner und Naturforscher                                              | 38    |       |
| 30. Juli | Alexander Eigenbrodt                  | hessischer Gutsbesitzer, Politiker und Abgeordneter                                          | 50    |       |
| 31. Juli | Louis Hachette                        | französischer Verleger, Buchhändler und Autor                                                | 64    |       |
| Juli     | Hong Xiuquan                          | Anführer des Taiping-Aufstands                                                               |       |       |

## August
| Tag        | Name                                              | Beruf, bekannt als                                                                         | Alter      | Beleg |
| ---------- | ------------------------------------------------- | ------------------------------------------------------------------------------------------ | ---------- | ----- |
| 2. August  | Wilhelm Peltzer                                   | Hamburger Kaufmann                                                                         | 62         |       |
| 3. August  | Wilhelm Arthur Passow                             | deutscher Gymnasiallehrer, Philologe und Literaturhistoriker                               | 50         |       |
| 4. August  | David Hansemann                                   | preußischer Politiker und Bankier                                                          | 74         |       |
| 4. August  | Adolf Korompay                                    | österreichischer Baumeister                                                                |            |       |
| 4. August  | Franz Schöpfer                                    | württembergischer Oberamtmann                                                              | 66         |       |
| 5. August  | Gustav Berndt                                     | deutscher Fechtmeister                                                                     | 64 oder 65 |       |
| 5. August  | Manuel Diez de Bonilla                            | mexikanischer Botschafter                                                                  | 64         |       |
| 5. August  | Romuald Traugutt                                  | polnischer General                                                                         | 38         |       |
| 6. August  | Holger Biilmann                                   | dänischer Kaufmann und kommissarischer Inspektor in Grönland                               | 67         |       |
| 6. August  | Ferdinand Genähr                                  | deutscher evangelischer Missionar in China                                                 | 41         |       |
| 7. August  | Ludwig Gelan                                      | kurhessischer Offizier und Abgeordneter                                                    | 76         |       |
| 8. August  | David Chambers                                    | US-amerikanischer Politiker                                                                | 83         |       |
| 8. August  | Georg Friedrich Renz                              | deutscher Kaufmann und Bürgermeister der Stadt Worms                                       | 58         |       |
| 9. August  | Karl Wilhelm Bonsac                               | preußischer Generalmajor                                                                   | 72         |       |
| 9. August  | Friedrich Christian Fikentscher                   | sächsischer Chemiker, Unternehmer und Landtagsabgeordneter                                 | 64         |       |
| 9. August  | John Brown Francis                                | US-amerikanischer Politiker                                                                | 73         |       |
| 10. August | Ludwig von Moltke                                 | dänischer Diplomat und Amtmann                                                             | 74         |       |
| 10. August | Maximilian Marquard von Ulm-Erbach-Mittelbiberach | deutscher Rittergutsbesitzer und Politiker                                                 | 62         |       |
| 10. August | Isaac L. Varian                                   | US-amerikanischer Politiker                                                                | 71         |       |
| 12. August | Benjamin Lewis Hodge                              | US-amerikanischer Farmer, Jurist, Politiker und Offizier                                   |            |       |
| 12. August | Leopold Moosbrugger                               | deutscher Mathematiker                                                                     | 68         |       |
| 12. August | Sakuma Shōzan                                     | japanischer Erfinder und Politiker                                                         | 53         |       |
| 13. August | Jean-Baptiste-Louis Guiraud                       | französischer Komponist, Geiger und Musikpädagoge                                          | 60         |       |
| 13. August | Berthold Sigismund                                | deutscher Arzt, Pädagoge, Schriftsteller, Dichter und Politiker                            | 45         |       |
| 15. August | Wilhelm Harnisch                                  | deutscher Theologe und Pädagoge                                                            | 76         |       |
| 15. August | Simpson Harris Morgan                             | US-amerikanischer Jurist, Plantagenbesitzer und Politiker                                  |            |       |
| 16. August | John Randolph Chambliss, Jr.                      | General der Konföderierten Staaten von Amerika im Amerikanischen Bürgerkrieg               | 31         |       |
| 16. August | Francis A. Cunningham                             | US-amerikanischer Politiker (Demokratische Partei)                                         | 59         |       |
| 16. August | Victor Jean Baptiste Girardey                     | General der Konföderierten im Amerikanischen Bürgerkrieg                                   | 27         |       |
| 17. August | Julius Lippelt                                    | deutscher Plastiker                                                                        | 34         |       |
| 17. August | Carl Wilhelm Traugott von Mayer                   | sächsischer Jurist, Rittergutsbesitzer und Politiker                                       | 67         |       |
| 17. August | Dorothea Pfeiffer                                 | deutsche Malerin                                                                           | 58         |       |
| 17. August | Raphael von Weinzierl                             | deutscher Verwaltungsbeamter                                                               | 81         |       |
| 18. August | Leander Babcock                                   | US-amerikanischer Jurist und Politiker                                                     | 53         |       |
| 18. August | Franz Anton Regenauer                             | deutscher Politiker und Publizist                                                          | 67         |       |
| 20. August | Hermann Schacht                                   | deutscher Botaniker                                                                        | 50         |       |
| 21. August | Émile Chevé                                       | französischer Musiktheoretiker und Musikpädagoge                                           | 60         |       |
| 22. August | John Appleton                                     | US-amerikanischer Politiker                                                                | 49         |       |
| 22. August | Georg Christian Beussel                           | Berliner Gutsbesitzer                                                                      | 90         |       |
| 22. August | Philipp David Schwab                              | badischer Autor, Ökonom und Bürgermeister der Gemeinde Hockenheim                          | 57         |       |
| 23. August | Johann Nepomuk Bachmayr                           | österreichischer Jurist und Dramatiker                                                     | 45         |       |
| 23. August | Johann Georg Frech                                | deutscher Musikdirektor, Komponist und Organist                                            | 74         |       |
| 23. August | Peter Streck                                      | deutscher Komponist und Dirigent                                                           | 67         |       |
| 24. August | Jakob Lorber                                      | österreichischer Schriftsteller, Musiker und „Schreibknecht Gottes“                        | 64         |       |
| 24. August | Friedrich Adolf von Willisen                      | preußischer General der Kavallerie, Oberstallmeister und Diplomat                          | 66         |       |
| 25. August | Ludwig Hohenegger                                 | deutscher Geologe und Montanist                                                            | 57         |       |
| 25. August | Madame Tousez                                     | französische Schauspielerin                                                                | 76         |       |
| 25. August | Johann Peter Weyer                                | deutscher Architekt und Stadtbaumeister                                                    | 70         |       |
| 26. August | Friedrich Wilhelm Felix von Bärensprung           | deutscher Dermatologe                                                                      | 42         |       |
| 27. August | Moritz von Dietrichstein                          | österreichischer Hofbeamter                                                                | 89         |       |
| 27. August | Pawel Petrowitsch Liprandi                        | russischer General                                                                         | 68         |       |
| 28. August | Heinrich Friedrich Georg Mein                     | deutscher Apotheker                                                                        | 65         |       |
| 30. August | Domenico Savelli                                  | korsischer Geistlicher, Politiker des Kirchenstaates und Kardinal der Römischen Kirche     | 71         |       |
| 31. August | Ferdinand Lassalle                                | deutscher Schriftsteller und Politiker                                                     | 39         |       |
| 31. August | Leopold von Morgenstern                           | deutscher Jurist, wirklicher Geheimer Rat, Regierungs- und Konsistorialpräsident in Dessau | 74         |       |

## September
| Tag           | Name                             | Beruf, bekannt als                                                                                    | Alter | Beleg |
| ------------- | -------------------------------- | --- | ----- | ----- |
| 1. September  | Jean Kickx                       | flämischer Botaniker                                                                                  | 61    |       |
| 2. September  | Franz Heinrich Kleinschmidt      | deutscher lutherischer Theologe und Missionar                                                         | 51    |       |
| 2. September  | Karl Eduard von Napiersky        | livländischer Literaturhistoriker                                                                     | 71    |       |
| 3. September  | Gottlieb Ludwig Lauterburg       | Schweizer Politiker und Journalist                                                                    | 46    |       |
| 4. September  | Augustus French                  | US-amerikanischer Politiker                                                                           | 56    |       |
| 4. September  | Henry Johnson                    | US-amerikanischer Politiker                                                                           | 80    |       |
| 4. September  | Constantin Keller                | österreichischer Ordensbruder, Lehrer und Pomologe                                                    | 86    |       |
| 4. September  | Stephen Harriman Long            | US-amerikanischer Bauingenieur, Eisenbahningenieur, Geograph und Entdecker                            | 79    |       |
| 4. September  | John Hunt Morgan                 | amerikanischer Kavallerie-Offizier und Brigadegeneral der Konföderation im Amerikanischen Bürgerkrieg | 39    |       |
| 4. September  | Albert Smith White               | US-amerikanischer Politiker                                                                           | 60    |       |
| 5. September  | Otto von Dewitz                  | deutscher Politiker und Minister in Mecklenburg-Strelitz                                              | 83    |       |
| 6. September  | Gaetano Bedini                   | italienischer Kardinal und Diplomat                                                                   | 58    |       |
| 7. September  | Gustav Friedrich von Hetsch      | deutscher Architekt und Maler                                                                         | 75    |       |
| 8. September  | Johannes von Geissel             | Bischof von Speyer, Erzbischof von Köln, Kardinal                                                     | 68    |       |
| 8. September  | Friedrich Plener                 | deutscher Wasserbau- und Eisenbahningenieur sowie Redakteur                                           | 66    |       |
| 9. September  | Martin Deutinger                 | deutscher katholischer Theologe und Philosoph                                                         | 49    |       |
| 9. September  | Jacques Desiré Laval             | römisch-katholischer Geistlicher, Missionar, Spiritanerpater                                          | 60    |       |
| 10. September | Jan Ledóchowski                  | polnischer Abgeordneter und Offizier                                                                  | 73    |       |
| 10. September | Leopold Volkmar                  | deutscher Jurist und Historiker                                                                       | 47    |       |
| 13. September | Maximilian von Pelkhoven         | bayerischer Jurist und Politiker                                                                      | 67    |       |
| 15. September | Wenzel Gährich                   | deutscher Violinist und Komponist                                                                     | 69    |       |
| 15. September | John Hanning Speke               | britischer Afrikaforscher                                                                             | 37    |       |
| 16. September | Heinrich Otto Jacobi             | deutscher klassischer Philologe und Gymnasiallehrer                                                   | 49    |       |
| 16. September | Louis von Marées                 | preußischer Generalmajor                                                                              | 77    |       |
| 17. September | Wilhelm Karl Julius Gutberlet    | deutscher Geologe                                                                                     | 51    |       |
| 17. September | Walter Savage Landor             | englischer Schriftsteller                                                                             | 89    |       |
| 18. September | Friedrich Wilhelm Kohl           | deutscher Maler                                                                                       | 52    |       |
| 20. September | Heinrich Borchert Lübsen         | deutscher Mathematiker                                                                                | 63    |       |
| 20. September | Charles B. Mitchel               | US-amerikanischer Politiker                                                                           | 49    |       |
| 22. September | Thomas F. Marshall               | US-amerikanischer Politiker                                                                           | 63    |       |
| 22. September | Nicholas J. Rusch                | US-amerikanischer Politiker                                                                           | 42    |       |
| 23. September | Robert Pierpoint                 | US-amerikanischer Politiker und Anwalt                                                                | 73    |       |
| 24. September | Joseph Reynolds                  | US-amerikanischer Jurist und Politiker                                                                | 79    |       |
| 25. September | Henriette Louise von Kawaczynski | deutsche Kinderdarstellerin, Tänzerin und Theaterschauspielerin                                       | 74    |       |
| 25. September | George S. Patton senior          | Offizier im Sezessionskrieg                                                                           | 31    |       |
| 26. September | Johann Kretz                     | österreichischer Handelskammerpräsident und Politiker, Landtagsabgeordneter                           |       |       |
| 26. September | Ernst Resch                      | deutscher Maler                                                                                       | 55    |       |
| 28. September | Caspar Hermann Heye              | Bremer Kaufmann und Unternehmer                                                                       | 72    |       |
| 29. September | Carl Wilhelm Asher               | deutscher Publizist und Jurist                                                                        | 65    |       |
| 29. September | Jared W. Williams                | US-amerikanischer Politiker                                                                           | 67    |       |
| 30. September | Joseph Glover Baldwin            | US-amerikanischer Schriftsteller, Politiker und Jurist                                                | 49    |       |
| 30. September | Friedrich Hofmeister             | deutscher Verleger                                                                                    | 82    |       |
| 30. September | Christian August Münckner        | deutscher evangelischer Theologe                                                                      | 75    |       |

## Oktober
| Tag         | Name                                        | Beruf, bekannt als                                                            | Alter | Beleg |
| ----------- | ------------------------------------------- | ----------------------------------------------------------------------------- | ----- | ----- |
| 1. Oktober  | Christian Friedrich Ludwig Buschmann        | deutscher Musikinstrumentenbauer und Erfinder der Mundharmonika               | 59    |       |
| 1. Oktober  | John Dunovant                               | General der Konföderierten Staaten von Amerika im Amerikanischen Bürgerkrieg  | 39    |       |
| 1. Oktober  | Juan José Flores                            | General und erster Präsident von Ecuador                                      | 64    |       |
| 1. Oktober  | Gottlieb Wilhelm Gerlach                    | deutscher Philosoph und Bibliothekar                                          | 77    |       |
| 1. Oktober  | Luigi Giura                                 | italienischer Ingenieur und Architekt                                         | 68    |       |
| 1. Oktober  | Werner von Gustedt                          | preußischer Landrat                                                           | 50    |       |
| 1. Oktober  | Rose O’Neal Greenhow                        | US-amerikanische Spionin                                                      |       |       |
| 1. Oktober  | Mademoiselle Hervey                         | französische Schauspielerin                                                   | 86    |       |
| 1. Oktober  | Joachim Suppan                              | österreichischer Benediktiner                                                 | 69    |       |
| 1. Oktober  | Reuben Wood                                 | US-amerikanischer Politiker                                                   |       |       |
| 2. Oktober  | Lodewijk-Jozef Delebecque                   | belgischer Geistlicher, Bischof von Gent                                      | 65    |       |
| 2. Oktober  | Johannes Geffcken                           | lutherischer Pfarrer                                                          | 61    |       |
| 3. Oktober  | Ernst von Frühbuss                          | preußischer Landrat des Kreis Malmedy                                         | 69    |       |
| 4. Oktober  | Theodor Fliedner                            | deutscher evangelischer Pfarrer und Gründer der Kaiserswerther Diakonie       | 64    |       |
| 4. Oktober  | Jacques Jasmin                              | französischer Schriftsteller                                                  | 66    |       |
| 4. Oktober  | Joseph-Fidel Leimbacher                     | Schweizer Architekt                                                           |       |       |
| 4. Oktober  | Johann Jürgen Sickert                       | dänischer Maler und Lithograph                                                | 60    |       |
| 4. Oktober  | Carl zu Wied-Neuwied                        | Maler und Zeichner                                                            | 79    |       |
| 5. Oktober  | Imre Madách                                 | ungarischer Dramatiker                                                        | 41    |       |
| 5. Oktober  | Johann Joseph Reiff                         | deutscher Schriftsteller und Beamter                                          | 70    |       |
| 7. Oktober  | John Gregg                                  | US-amerikanischer Jurist, Politiker und Offizier in der Konföderiertenarmee   | 36    |       |
| 7. Oktober  | Gottfried Renatus Häcker                    | deutscher Apotheker, Botaniker und Konservator                                | 75    |       |
| 8. Oktober  | Wilhelm von Anhalt-Dessau                   | Prinz von Anhalt-Dessau                                                       | 57    |       |
| 9. Oktober  | Samuel Butman                               | US-amerikanischer Politiker                                                   |       |       |
| 9. Oktober  | Philipp von Colloredo-Mels                  | Profess-Großkreuz-Bailli des Souveränen Malteserordens                        | 84    |       |
| 9. Oktober  | Rudolf Keyser                               | norwegischer Historiker                                                       | 61    |       |
| 9. Oktober  | Johann Plüss                                | Schweizer Politiker                                                           | 76    |       |
| 10. Oktober | Carl Ludwig Althans                         | preußischer Bergbeamter und Leiter des königlich preußischen Hüttenwerks Sayn | 75    |       |
| 10. Oktober | John Gifford Bellett                        | irischer Prediger und Bibelausleger der Brüderbewegung                        | 69    |       |
| 10. Oktober | Franz Wurmb                                 | österreichischer Arzt und Homöopath                                           | 58    |       |
| 12. Oktober | Caspar Carl Philipp Utz von Schönberg       | deutscher Rittergutsbesitzer und Politiker                                    | 60    |       |
| 12. Oktober | Roger B. Taney                              | US-amerikanischer Politiker und Vorsitzender Richter am Obersten Gerichtshof  | 87    |       |
| 14. Oktober | Paul Scudo                                  | französischer Musikkritiker und Musikschriftsteller                           | 58    |       |
| 15. Oktober | Ulrich Darjes                               | deutscher Befreiungskämpfer und lutherischer Geistlicher                      | 75    |       |
| 15. Oktober | Henriette von Egloffstein                   | deutsche Schriftstellerin                                                     | 91    |       |
| 15. Oktober | Andreas Stephan Mensing                     | Kaufmann und Politiker der Freien Stadt Frankfurt                             | 68    |       |
| 18. Oktober | David B. Birney                             | US-amerikanischer Geschäftsmann, Rechtsanwalt und Unionsgeneral               | 39    |       |
| 18. Oktober | Jacques François Gallay                     | französischer Hornist und Komponist                                           | 68    |       |
| 18. Oktober | Seaton Grantland                            | US-amerikanischer Politiker                                                   | 82    |       |
| 20. Oktober | Andrew Geddes Bain                          | britischer Paläontologe                                                       |       |       |
| 20. Oktober | Carl Christian Rafn                         | dänischer Archäologe und altnordischer Philologe                              | 69    |       |
| 21. Oktober | Paul Henggeler                              | Schweizer Dichter                                                             | 91    |       |
| 21. Oktober | Marie Strauß                                | deutsche Hefehändlerin, Mörderin, öffentlich Hingerichtete                    |       |       |
| 23. Oktober | Johann Nepomuk Ehrlich                      | österreichischer Philosoph und katholischer Theologe                          | 54    |       |
| 24. Oktober | James Jay Archer                            | General der Konföderierten Staaten von Amerika im Amerikanischen Bürgerkrieg  | 46    |       |
| 25. Oktober | Karol Antoni Marconi                        | polnischer Maler                                                              | 37    |       |
| 26. Oktober | William T. Anderson                         | Konföderierter Partisanenführer während des Amerikanischen Bürgerkrieges      |       |       |
| 26. Oktober | Wilhelm von Breitschwert                    | deutscher Jurist und Politiker                                                | 67    |       |
| 26. Oktober | Henriëtte d’Oultremont de Wégimont          | durch Heirat niederländische Königin                                          | 72    |       |
| 26. Oktober | Wilhelm Nagel                               | deutscher Theologe                                                            | 58    |       |
| 26. Oktober | Matthias Oswald                             | Schweizer Politiker                                                           | 90    |       |
| 26. Oktober | Joseph Romain-Desfossés                     | französischer Admiral und Marineminister                                      | 65    |       |
| 26. Oktober | Leopold von Zedlitz-Neukirch                | deutscher Schriftsteller, Statistiker und Historiker                          | 72    |       |
| 27. Oktober | Hermann Eduard Wilhelm Fellmer              | Hamburger Jurist                                                              | 35    |       |
| 28. Oktober | Karl Theodor von Küstner                    | deutscher Theater-Intendant                                                   | 79    |       |
| 29. Oktober | Otto von Beust                              | bayerischer Generalmajor                                                      | 65    |       |
| 29. Oktober | John Leech                                  | britischer Zeichner und Karikaturist                                          | 47    |       |
| 29. Oktober | Simcha Pinsker                              | polnischer Orientalist                                                        | 63    |       |
| 29. Oktober | Ludwig von Preuschen von und zu Liebenstein | deutscher Heraldiker                                                          | 58    |       |
| 30. Oktober | Peter Christoph Sternberg                   | deutscher Journalist und Privatgelehrter                                      | 40    |       |
| 31. Oktober | Johann Joseph von Kiliani                   | deutscher Jurist                                                              | 66    |       |
| 31. Oktober | Marie Weiler                                | österreichische Schauspielerin und Sängerin                                   | 54    |       |

## November
| Tag          | Name                                   | Beruf, bekannt als                                                                 | Alter | Beleg |
| ------------ | -------------------------------------- | ---------------------------------------------------------------------------------- | ----- | ----- |
| 1. November  | Williamson Robert Winfield Cobb        | US-amerikanischer Geschäftsmann und Politiker                                      | 57    |       |
| 1. November  | Henry Marchmore Shaw                   | US-amerikanischer Politiker                                                        | 44    |       |
| 2. November  | Nathaniel Pitcher Tallmadge            | US-amerikanischer Politiker                                                        | 69    |       |
| 3. November  | Juan Chassaing                         | argentinischer Schriftsteller                                                      | 25    |       |
| 3. November  | Antônio Gonçalves Dias                 | brasilianischer Dichter                                                            | 41    |       |
| 3. November  | Friedrich Wilhelm Lindner              | deutscher Theologieprofessor                                                       | 84    |       |
| 3. November  | François-Emmanuel Verguin              | französischer Chemiker                                                             | 50    |       |
| 4. November  | Leopold Grabner                        | österreichischer Forstwissenschaftlerösterreichischer Forstwissenschaftler         | 62    |       |
| 4. November  | Thomas Maxwell                         | US-amerikanischer Jurist und Politiker                                             | 72    |       |
| 5. November  | Christophe Crépet                      | französischer Architekt                                                            | 57    |       |
| 6. November  | Georg Gottlob Ungewitter               | deutscher Architekt und Baumeister                                                 | 44    |       |
| 7. November  | Gustav Kratz                           | deutscher Historiker                                                               | 34    |       |
| 7. November  | Otto von Littrow                       | österreichischer Physiker                                                          | 21    |       |
| 7. November  | Samuel Medary                          | US-amerikanischer Politiker                                                        | 63    |       |
| 7. November  | David Sassoon                          | britisch-indischer Kaufmann und Philanthrop                                        |       |       |
| 8. November  | Juan Van Halen                         | spanischer General                                                                 | 74    |       |
| 9. November  | Sebastian Josef Mayrhofer              | Tiroler Freiheitskämpfer und Jurist                                                |       |       |
| 10. November | Karl Graul                             | deutscher lutherischer Theologe                                                    | 50    |       |
| 10. November | Simon Stampfer                         | österreichischer Mathematiker, Geodät und Erfinder                                 | 74    |       |
| 11. November | Charles de Graimberg                   | französischer Kupferstecher, Landschaftsmaler und Denkmalpfleger                   | 90    |       |
| 11. November | John Ramsay McCulloch                  | englischer Nationalökonom                                                          | 75    |       |
| 11. November | Peter August d’Orville                 | deutscher Schachkomponist                                                          | 60    |       |
| 11. November | Joseph Rüttinger                       | badischer Beamter                                                                  | 68    |       |
| 12. November | Theophil Passavant                     | Schweizer Theologe                                                                 | 77    |       |
| 12. November | Carl Franz Stenzl                      | österreichischer Theaterkomponist und Kapellmeister                                |       |       |
| 13. November | James Henry Hammond                    | US-amerikanischer Politiker                                                        | 56    |       |
| 14. November | Niklaus Bütler                         | Schweizer Kunstmaler                                                               | 78    |       |
| 14. November | Franz Muller                           | deutscher Mörder                                                                   |       |       |
| 15. November | Rafael Moya Murillo                    | Präsident Costa Ricas                                                              | 65    |       |
| 17. November | Gustavus Miller Bower                  | US-amerikanischer Politiker                                                        | 73    |       |
| 17. November | Matthias Droste                        | deutscher katholischer Priester                                                    | 72    |       |
| 18. November | Johann Nave                            | mährischer Botaniker                                                               | 33    |       |
| 18. November | Léon-François Sibour                   | französischer Bischof                                                              | 57    |       |
| 18. November | Wilhelm Tegeler                        | Maler, Beamter, Freund von Ernst Bandel                                            | 71    |       |
| 19. November | László Magyar                          | ungarischer Entdecker                                                              | 46    |       |
| 20. November | Erastus Fairbanks                      | US-amerikanischer Politiker                                                        | 72    |       |
| 20. November | Jean-Joseph-Marie-Eugène de Jerphanion | französischer römisch-katholischer Geistlicher, Erzbischof von Albi                | 68    |       |
| 20. November | Albert Newsam                          | US-amerikanischer Zeichner und Lithograph                                          | 55    |       |
| 21. November | Franz Streber                          | deutscher Numismatiker und Archäologe                                              | 58    |       |
| 22. November | Menjaud                                | französischer Schauspieler                                                         | 69    |       |
| 23. November | Friedrich Georg Wilhelm Struve         | deutscher Astronom                                                                 | 71    |       |
| 24. November | José María Cornejo Merino y Guevara    | salvadorianischer Politiker, Supremo Director der Provinz El Salvador              | 76    |       |
| 24. November | Benjamin Silliman                      | US-amerikanischer Naturforscher                                                    | 85    |       |
| 25. November | David Roberts                          | britischer Maler                                                                   | 68    |       |
| 27. November | Teodor Narbutt                         | polnisch-litauischer Schriftsteller, Historiker und Militäringenieur               | 80    |       |
| 28. November | Rudolph Gottfried Ferdinand Borger     | deutscher Kaufmann und Abgeordneter der Bürgerschaft                               | 64    |       |
| 28. November | Jacob Broom                            | US-amerikanischer Politiker                                                        | 56    |       |
| 29. November | Karl von Seinsheim                     | bayerischer Landtagspräsident                                                      | 80    |       |
| 30. November | John Adams                             | General der Konföderierten Staaten von Amerika im Amerikanischen Bürgerkrieg       | 39    |       |
| 30. November | William Balfour Baikie                 | schottischer Afrikaforscher                                                        | 40    |       |
| 30. November | Karl Wilhelm Bickell                   | deutscher Landrat                                                                  | 67    |       |
| 30. November | Patrick Ronayne Cleburne               | General der Konföderierten Staaten von Amerika im Amerikanischen Bürgerkrieg       | 36    |       |
| 30. November | States Rights Gist                     | Brigadegeneral der Armee der Konföderierten Staaten von Amerika im Sezessionskrieg | 33    |       |
| 30. November | Wilhelmine Sostmann                    | deutsche Schriftstellerin und Schauspielerin                                       | 76    |       |

## Dezember
| Tag          | Name                                       | Beruf, bekannt als                                                                  | Alter | Beleg |
| ------------ | ------------------------------------------ | ----------------------------------------------------------------------------------- | ----- | ----- |
| 1. Dezember  | Dolly Dalrymple                            | erstes „Halbblut-Kind“ einer Tasmanierin und eines Engländers                       |       |       |
| 1. Dezember  | William L. Dayton                          | US-amerikanischer Politiker                                                         | 57    |       |
| 4. Dezember  | Guido Brescius                             | deutscher Eisenbahningenieur                                                        | 40    |       |
| 4. Dezember  | Johann Philipp Bronner                     | deutscher Apotheker und Weinbaupionier                                              | 72    |       |
| 4. Dezember  | Lucien Bonaparte Chase                     | US-amerikanischer Politiker                                                         | 46    |       |
| 4. Dezember  | Karl Dombois                               | Oberschultheiß und Mitglied der Landstände des Herzogtums Nassau                    | 63    |       |
| 4. Dezember  | John Fowler                                | englischer Erfinder und Ingenieur                                                   | 38    |       |
| 4. Dezember  | Friedrich August von Anhalt-Dessau         | Prinz von Anhalt-Dessau                                                             | 65    |       |
| 4. Dezember  | Friedrich Oswald Sauerbronn                | deutscher Geistlicher                                                               | 80    |       |
| 5. Dezember  | Friedrich Carl Bentz                       | Bürgermeister                                                                       | 65    |       |
| 5. Dezember  | Wilhelm August von Reitzenstein            | hannoverischer Offizier und Gesandter                                               | 49    |       |
| 5. Dezember  | Elisabeth Alexandrine von Württemberg      | durch Heirat Markgräfin von Baden                                                   | 62    |       |
| 6. Dezember  | John Cuff                                  | neuseeländischer Politiker                                                          | 59    |       |
| 6. Dezember  | Simonas Daukantas                          | litauischer Historiker und Schriftsteller                                           | 71    |       |
| 6. Dezember  | Karl Michael Marx                          | deutscher Physiker und Chemiker                                                     | 70    |       |
| 7. Dezember  | Augustin Rechberger                        | österreichischer Theologe und Geistlicher                                           | 64    |       |
| 8. Dezember  | George Boole                               | englischer Mathematiker und Philosoph                                               | 49    |       |
| 8. Dezember  | William Senhouse Kirkes                    | englischer Physiologe                                                               | 42    |       |
| 10. Dezember | John Carpenter Carter                      | General der Konföderierten Staaten von Amerika im Amerikanischen Bürgerkrieg        | 26    |       |
| 10. Dezember | Henry Rowe Schoolcraft                     | US-amerikanischer Ethnologe und Entdecker der Quelle des Mississippis (1832)        | 71    |       |
| 11. Dezember | Alois Ander                                | österreichischer Tenor                                                              | 43    |       |
| 12. Dezember | Bernhard Kutzer                            | schlesischer Bildhauer und Maler                                                    | 70    |       |
| 14. Dezember | Robert Rentoul Reed                        | US-amerikanischer Politiker                                                         | 57    |       |
| 15. Dezember | Eliza Farnham                              | US-amerikanische Autorin und Gesellschaftsreformerin                                | 49    |       |
| 15. Dezember | Eugène de Pruyssenaere                     | belgischer Afrikaforscher                                                           | 38    |       |
| 16. Dezember | Johann Melchior Kohlmann                   | deutscher Kaufmann und Politiker                                                    | 69    |       |
| 16. Dezember | Karl Friedrich von Süßmilch genannt Hörnig | sächsischer Generalmajor                                                            | 76    |       |
| 17. Dezember | Jonathan Christoph Berthold                | deutscher Arzt und Homöopath                                                        | 77    |       |
| 17. Dezember | Julius Wilhelm Ruer                        | deutscher praktischer Arzt und Psychiater                                           | 80    |       |
| 17. Dezember | Daniel Bailey Ryall                        | US-amerikanischer Politiker                                                         | 66    |       |
| 17. Dezember | Carl Zerrenner                             | deutscher Unternehmer, Oberbürgermeister von Pforzheim                              | 49    |       |
| 18. Dezember | Carl Christian Sparmann                    | deutscher Landschaftsmaler                                                          | 59    |       |
| 19. Dezember | Johann Heinrich Ludwig Maresch             | preußischer Generalmajor                                                            | 63    |       |
| 20. Dezember | Schelto van Heemstra                       | niederländischer Staatsmann                                                         | 57    |       |
| 20. Dezember | Josef Proksch                              | tschechischer Pianist und Komponist                                                 | 70    |       |
| 21. Dezember | Karl Gustav Wilhelm Baurschmidt            | deutscher evangelischer Theologe und Geistlicher                                    | 58    |       |
| 21. Dezember | William Henry Fry                          | US-amerikanischer Komponist und Musikkritiker                                       | 51    |       |
| 21. Dezember | Ludwig von Österreich                      | österreichischer Erzherzog, General und Politiker                                   | 80    |       |
| 22. Dezember | Ferdinand Anderson                         | Jurist und Abgeordneter in der Frankfurter Nationalversammlung                      | 60    |       |
| 23. Dezember | Christian Adolf Hasert                     | deutscher evangelisch-lutherischer Theologe und Pädagoge                            | 69    |       |
| 24. Dezember | Heinrich Hössli                            | Schweizer Putzmacher und Schriftsteller                                             | 80    |       |
| 24. Dezember | Demeter Laccataris                         | österreichisch-ungarischer Porträtmaler                                             |       |       |
| 24. Dezember | Anna Zofia Sapieżanka                      | polnische Fürstin und Philanthropin                                                 | 65    |       |
| 24. Dezember | Friedrich von Starck                       | kurhessischer Generalmajor und Mitglied der kurhessischen Ständeversammlung         | 74    |       |
| 24. Dezember | Johann Nepomuk Ulm                         | österreichischer Jurist und Politiker                                               | 64    |       |
| 24. Dezember | Charles Hyacinth Valerga                   | italienischer Bischof in Indien, Karmelit                                           | 46    |       |
| 24. Dezember | John M. Wood                               | US-amerikanischer Politiker                                                         | 51    |       |
| 27. Dezember | Eleutheros Cooke                           | US-amerikanischer Politiker                                                         | 77    |       |
| 28. Dezember | Leopold von Winter                         | deutscher lutherischer Geistlicher                                                  |       |       |
| 29. Dezember | Mary Jones                                 | walisisches Mädchen, das zur Gründung der British and Foreign Bible Society beitrug | 80    |       |
| 31. Dezember | George M. Dallas                           | US-amerikanischer Politiker                                                         | 72    |       |
| 31. Dezember | August von Kloeber                         | deutscher Maler                                                                     | 71    |       |

## Datum unbekannt
| Tag | Name                          | Beruf, bekannt als                                                                                                 | Alter | Beleg |
| --- | ----------------------------- | --- | ----- | ----- |
|     | Nana Asma’u                   | nigerianische Dichterin und Gelehrte                                                                               |       |       |
|     | Eugen Balluseck               | deutscher Jurist und Parlamentarier                                                                                |       |       |
|     | Pjotr Petrowitsch Beljajew    | russischer Unterleutnant zur See und Dekabrist                                                                     |       |       |
|     | Siegfried Detlev Bendixen     | deutscher Maler und Grafiker                                                                                       |       |       |
|     | Jemmy Button                  | Ureinwohner von Feuerland                                                                                          |       |       |
|     | Nicholas Callan               | irischer Erfinder, römisch-katholischer Geistlicher und Physiker                                                   |       |       |
|     | Cheoljong                     | koreanischer König                                                                                                 |       |       |
|     | Barthélemy Prosper Enfantin   | französischer Philosoph und Sozialist                                                                              |       |       |
|     | Ernst Friedrich Gruhl         | deutscher Kupferschmied und Glockengießer                                                                          |       |       |
|     | Bernhard Wilhelm Harperath    | deutscher Architekt und kommunaler Baubeamter, Stadtbaumeister in Köln                                             |       |       |
|     | Paridom Gottlob Heinrich      | deutscher Geometer und Ingenieur                                                                                   |       |       |
|     | Alexander Jenkins             | US-amerikanischer Politiker                                                                                        |       |       |
|     | Carl Emil von Kardorff        | deutscher Verwaltungsjurist in dänischen Diensten und der letzte dänische Landdrost im Herzogtum Sachsen-Lauenburg |       |       |
|     | Konstantin Gottlieb Knauth    | deutscher Arzt und Abgeordneter in Ostpreußen                                                                      |       |       |
|     | Luis Lamas                    | Präsident Uruguays                                                                                                 |       |       |
|     | William Lobb                  | US-amerikanischer Botaniker                                                                                        |       |       |
|     | Andrij Lysohub                | ukrainischer Gutsbesitzer                                                                                          |       |       |
|     | William McCoy                 | US-amerikanischer Politiker                                                                                        |       |       |
|     | Mortaza Ansari                | islamischer Geistlicher                                                                                            |       |       |
|     | Josef Niehaus                 | deutscher Architekt und Baumeister                                                                                 |       |       |
|     | Daniel Raßmann                | hessischer Orgelbauer                                                                                              |       |       |
|     | Benoît Ulysse de Ratti-Menton | französischer Botschafter                                                                                          |       |       |
|     | Manuel de Regla Motta         | Präsident der Dominikanischen Republik                                                                             |       |       |
|     | Carlo Restallino              | italienischer Miniaturmaler und Radierer                                                                           |       |       |
|     | Gustav Schnell                | deutscher Reeder                                                                                                   |       |       |
|     | Christian Heinrich Schopper   | deutscher Architekt                                                                                                |       |       |
|     | Ludwig Schwartz               | deutscher Unternehmer                                                                                              |       |       |
|     | Thomas H. Shepherd            | britischer Aquarellmaler                                                                                           |       |       |
|     | Leopold Steinfurt             | deutscher Industrieller                                                                                            |       |       |
|     | ʿUmar Tall                    | afrikanischer Reichsgründer, muslimischer Mystiker, Prediger                                                       |       |       |
|     | Wangchug Gyelpo               | Kalön; Regent in Tibet (1862 bis 1864)                                                                             |       |       |